# Stora Sunne landskommun
Stora Sunne landskommun var en tidigare kommun i Värmlands län
Den omfattade landsbygden i Sunne socken samt Västra och Östra Ämterviks socknar. 

## Administrativ historik
Stora Sunne landskommun bildades vid kommunreformen 1952 genom en sammanslagning av de tidigare landskommunerna Sunne, Västra Ämtervik och Östra Ämtervik.
År 1963 gick landskommunen upp i Sunne köping som i sin tur kom att bli en del av Sunne kommun 1971.

### Kyrklig tillhörighet
I kyrkligt hänseende tillhörde kommunen församlingarna Sunne, Västra Ämtervik och Östra Ämtervik.

## Kommunvapnet
Blasonering: I blått fält en genomgående bro av silver i ett spann, åtföljd ovanför av två korslagda båtshakar överlagda med en stolpvis ställd yxa och undertill av en framifrån sedd båt, allt av silver.
Detta vapen fastställdes av Kungl. Maj:t den 26 oktober 1951 för dåvarande Sunne landskommun. Vapnet togs sedan över av Stora Sunne landskommun efter sammanslagningen 1952 och därefter av Sunne köping 1963. Det är idag kommunvapen för den nuvarande Sunne kommun.

## Geografi
Stora Sunne landskommun omfattade den 1 januari 1952 en areal av 834,04 km², varav 739,70 km² land.

### Tätorter i kommunen 1960
| Tätort          | Folkmängd |
| --------------- | --------- |
| Rottneros       | 566       |
| Västra Ämtervik | 308       |

Tätortsgraden i kommunen var den 1 november 1960 10,1 procent.

## Politik

### Mandatfördelning i valen 1950-1958
| 16 | 15 | 7 | 2 |

| 38 |

| 16 | 12 | 6 | 6 |

| 37 |

| 15 | 15 | 4 | 6 |

| 35 |

För valresultat äldre än 1950, se respektive tidigare landskommun; Sunne landskommun, Västra Ämterviks landskommun eller Östra Ämterviks landskommun.
För valresultat efter 1958, vänligen se Sunne köping#Politik.